# TT250
TT250 (Theban Tomb 250) è la sigla che identifica una delle Tombe dei Nobili ubicate nell'area della cosiddetta Necropoli Tebana, sulla sponda occidentale del Nilo dinanzi alla città di Luxor, in Egitto. Destinata a sepolture di nobili e funzionari connessi alle case regnanti, specie del Nuovo Regno, l'area venne sfruttata, come necropoli, fin dall'Antico Regno e, successivamente, sino al periodo Saitico (con la XXVI dinastia) e Tolemaico.

## Titolare
TT250 era la tomba di:
| Titolare | Titolo                                                       | Necropoli      | Dinastia/Periodo                                                                      | Note                                                                          |
| -------- | ------------------------------------------------------------ | -------------- | ------------------------------------------------------------------------------------- | ----------------------------------------------------------------------------- |
| Ramose   | titoli persi dalla TT7 risulta Scriba del Luogo della Verità | Deir el-Medina | XIX dinastia (Ramses II); Gardiner e Weigall indicano genericamente Periodo Ramesside | non lontano dalla sommità della collina; poco a nord delle TT1, TT218 e TT220 |

## Biografia
Ramose, titolare della TT250, è identificabile con l'omonimo titolare di tre tombe a lui intestate (oltre la TT250, la TT212 e la TT7). Aldilà della semplice carica di Scriba, così come riportato nei rilievi della TT7, l'importanza di Ramose, quale scriba della necropoli, è attestata da oltre un centinaio di monumenti che a lui fanno riferimento o che a lui siano espressamente dedicati.
Di lui esistono tracce e riferimenti in almeno altre quattro tombe dell'area e veniva considerato tra i maggiorenti più ricchi del villaggio di Deir el-Medina. Ramose era figlio di Amenemhab, Segretario e Ufficiale Giudiziario di Corte, e Kakaia; marito di Mutemwia, figlia di Huy e Neferetkau,  Kenherkhepeshef fu suo figlio adottivo. Il primo incarico noto di Ramose fu di "Scriba nella casa di Men-Kheperu-Ra" ovvero del Tempio di Milioni di Anni di Thutmosi IV; a lui sono inoltre ascrivibili i titoli di: 
- Tesoriere capo nella casa di Men-Kheperu-Ra;
- Direttore d'amministrazione nel dipartimento del direttore della documentazione sigillata;
- Scriba contabile del bestiame di Amon-Ra;
- Assistente scriba per la corrispondenza del Principe ereditario;
- Servo nei domini di Amon-Ra;
- Amministratore dei domini funerari nei campi di Amon-Ra.

Per quanto attiene all'incarico indicato sulla tomba TT7 "fu nominato Scriba del Luogo della Verità nell'anno 5º, il 3º mese di akhet, giorno 10, del re dell'Alto e Basso Egitto Usermaatra-Setepenra, vita, prosperità a salute, il figlio di Ra, Ramses, amato da Amon" (da un ostrakon, oggi al Museo Egizio del Cairo, cat. CG25671)..

## La tomba
TT250 si trova al centro della necropoli di Deir el-Medina; comprende tre cappelle affiancate costruite in mattoni cotti, cui si accede da un cortile  ma solo la cappella centrale, una semplice sala rettangolare, è decorata. La decorazione è ritenuta di particolare valore giacché si tratta dell'unica cappella le cui pareti sono state realizzate in stile monocromo di cui si abbia notizia.
Archeologicamente, la tomba venne dapprima assegnata a Neferhotep (presente in una scena parietale con moglie e figlio) e ad un Amenmes, fino alla scoperta e traduzione di una scritta laterale su una stele (6 in planimetria), che reca la frase "l'Osiride, lo Scriba del Luogo della verità, Ramose, giustificato", e che venissero identificati testi relativi ad Amenhemheb e Kakai, rispettivamente padre e madre di Ramose. che partecipano a scene di processione funeraria (2-3).
Un breve passaggio (1 in planimetria), sulle cui pareti sono rappresentate una donna e un fanciullo, immette nella sala rettangolare. Sulle pareti (2-3) scene di processione funeraria di uomini e donne, sulla destra della scena le mummie di quattro donne (di qui la denominazione di "tomba delle schiave" con cui TT250 è anche nota). Su altre pareti, su tre registri sovrapposti (4-5), frammenti di persone dinanzi a Neferhotep (TT216), alla moglie Iyemuau e al figlio Nebnefer (TT6); persone dinanzi ad Hathor rappresentata come vacca sacra e, in due scene, un uomo con giara contenente grano dinanzi a persone sedute dinanzi a sei donne pure assise. Sulla parete di fondo (6) una stele su tre registri: il defunto adora Osiride mentre la moglie adora Amenhotep I; in una doppia scena, uomini adorano Anubi e la regina Ahmose Nefertari. Scene di libagioni e preti con gli strumenti del Cerimoniale di apertura della bocca seguiti da un Prete lettore e da cinque donne che precedono altrettante mummie femminili, accompagnate alla loro tomba dalle sorelle dolenti.
Nel cortile antistante le tre cappelle si apre il pozzo (profondo circa 4,50 m) che dà accesso all'appartamento funerario sotterraneo costituito da tre camere in successione prive di decorazione.
A Ramose sono inoltre intestate altre due tombe della stessa necropoli di Deir el-Medina: TT212 e TT7.

### Annotazioni
1. ↑  La numerazione dei locali e delle pareti segue quella di Porter e Moss 1927, p. 336.
2. ↑  La prima numerazione delle tombe, dalla numero 1 alla 253, risale al 1913 con l'edizione del "Topographical Catalogue of the Private Tombs of Thebes" di Alan Gardiner e Arthur Weigall. Le tombe erano numerate in ordine di scoperta e non geografico; ugualmente in ordine cronologico di scoperta sono le tombe dalla 253 in poi.
3. ↑  I campi della Duat, ovvero l'aldilà egizio, si trovavano, secondo le credenze, proprio sulla riva occidentale del grande fiume.
4. ↑  Nella sua epoca di utilizzo, l'area era nota come "Quella di fronte al suo Signore" (con riferimento alla riva orientale, dove si trovavano le strutture dei Palazzi di residenza dei re e i templi dei principali dei) o, più semplicemente, "Occidente di Tebe".
5. ↑  le Tombe dei Nobili, benché raggruppate in un'unica area, sono di fatto distribuite su più necropoli distinte.
6. ↑  Le note, sovente di inquadramento topografico della tomba, sono tratte dal "Topographical Catalogue" di Gardiner e Weigall, ed. 1913 e fanno perciò riferimento alla situazione dell'epoca.
7. ↑  Tracce di Ramose:
  - TT336 dello scultore Neferrenpet: Ramose e sua moglie Mutemwia, talvolta abbreviata in Wia, recano offerte allo scriba reale Huy, fratello di Neferrenpet e padre di Mutemwia;
  - TT219 di Nebenmaat, Servo nel Luogo della verità, ma il testo, riportato da Bruyere 1952, è oggi perso;
  - TT4 dello scultore Ken, in cui il Visir Paser (TT106) e lo Scriba reale Ramose offrono libagioni a Maat;
  - TT10 di Penbui e Kasa, servi del Luogo della Verità, in cui Paser e Ramose, dinanzi a Ramses II, offrono libagioni a Ptah e Hathor.
8. ↑  Una tavola di offerte, oggi al Museo del Louvre di Parigi (cat. E.13998), reca i nomi di Ramose e Khenirkhopshef, si ritiene provenga dalla TT7 e testimonia di tale adozione.
9. ↑  Le tre cappelle presentano le seguenti misure:
  - cappella nord: larghezza 1,40 m x 2,60 di profondità x 2,10 m in altezza;
  - cappella centrale (l'unica dipinta): larghezza 1,83 m x 2,65 x 1,95;
  - cappella sud (tetto crollato): 1,62 m x 2,63.
10. ↑  6,15 m x 3,70.
11. ↑  Una trentina di Tombe dei Nobili della Necropoli tebana, di cui 22 assegnate al Periodo Ramesside, presentano la particolarità di avere locali, generalmente le camere funerarie e i soffitti, fatta salva l'eccezione costituita dalla TT250, le cui scene parietali sono realizzate monocromaticamente in giallo ocra su fondo bianco, riservando l'uso del rosso e del nero a pochi particolari e dettagli delle figure, e alla delimitazione delle iscrizioni geroglifiche. Un particolare esempio di pittura monocroma si trova nella tomba della regina Nefertari, Grande Sposa reale di Ramses II, in cui in una nicchia contenente i vasi canopici, sono rappresentati in monocromo giallo i quattro figli di Horus e la dea Nut ad imitazione dei papiri del Libro dei morti; si ritiene in tal senso che la scelta del colore giallo sia stata dettata proprio dall'idea di simulare, sulle pareti, il papiro o da quella, più prettamente religiosa, di richiamare il colore dell'oro di cui era fatta, secondo la mitologia, la carne degli dei. L'usanza delle pitture monocrome, concentrata nella XIX dinastia, andò mano a mano diminuendo nella XX e non se ne hanno tracce a partire dal regno di Ramses IV.
12. ↑  È stato anche ipotizzato che la tomba fosse riferita a parenti di Mutemwia, moglie di Ramose, ma l'assegnazione accademicamente accettata fa riferimento al personale femminile della servitù di casa anche per la presenza, tra le defunte, di Henumehyt identificabile in una donna altre volte rappresentata in atteggiamento servile con Mutemwia. La controparte maschile sarebbe costituita dalla TT212.
13. ↑  Era compito dei preti "lettori" l'organizzazione delle cerimonie e la recitazione ad alta voce, durante le cerimonie sacre, degli inni previsti. Proprio per tale conoscenza delle invocazioni giuste e corrette, i "lettori" venivano considerati detentori di poteri magici.
14. ↑  Le tre tombe fatte realizzare da Ramose avevano, molto verosimilmente, differenti destinazioni: la TT7 fu quella a lui riservata, mentre la TT250 era destinata alla sepoltura delle maestranze che servivano nelle sue proprietà di sesso femminile (tanto che la tomba è spesso anche indicata come "tomba delle schiave"); non altrettanto chiara la destinazione della TT212 rimasta in fase iniziale di realizzazione. Per estensione si è ritenuto che potesse essere prevista per la servitù di casa di sesso maschile. Una delle tombe era sormontata da un Pyramidion, oggi al Museo Egizio di Torino, il cui testo è stato tradotto, nell'ambito del Progetto Rosetta, da Jean-Jacques Charlet nel 2009.

### Fonti
1. ↑  Gardiner e Weigall 1913.
2. ↑  Donadoni 1999,  p. 115.
3. 1 2  Gardiner e Weigall 1913, p. 38.
4. 1 2 3  Porter e Moss 1927,  p. 336.
5. ↑  Gardiner e Weigall 1913, pp. 38-39.
6. ↑  Gardiner e Weigall 1913, p. 39.
7. ↑  Bruyere 1952,  p. 18.
8. ↑  Exell 2006.
9. ↑  Cerny 2004.
10. ↑  Porter e Moss 1927,  p. 15.
11. ↑  Porter e Moss 1927,  p. 335.
12. ↑  Bruyere 1952b.
13. ↑  Bruyere 1926.